# Keresztes vipera

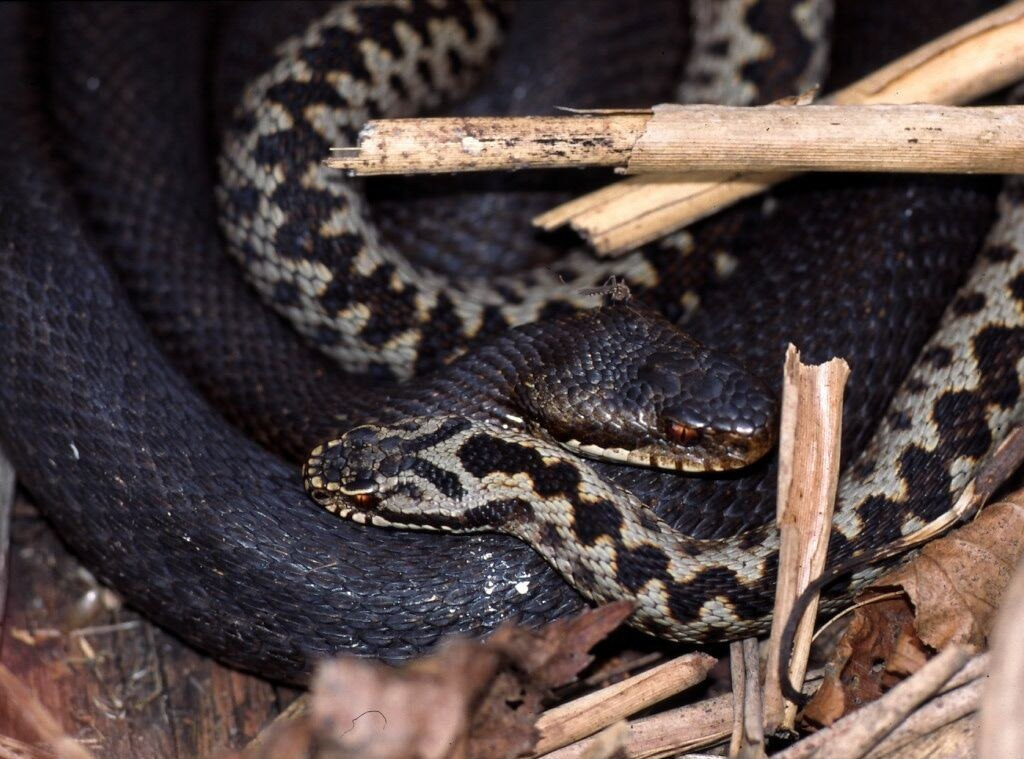
Két eltérő színezetű példány

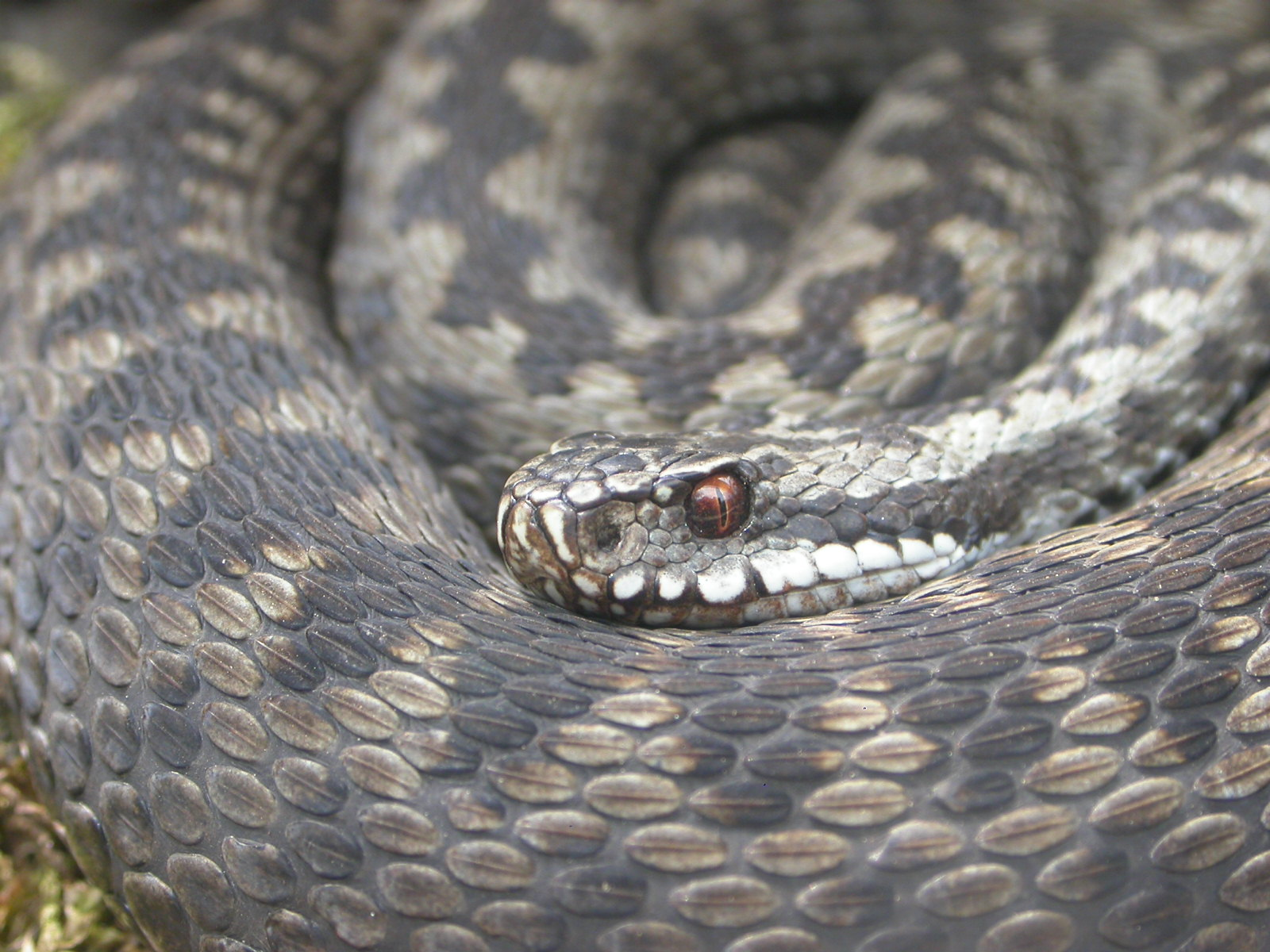
A keresztes vipera szivárványhártyája vörös vagy bronzbarna. Szemhéjai átlátszóak és összenőttek, ezért nem pislog

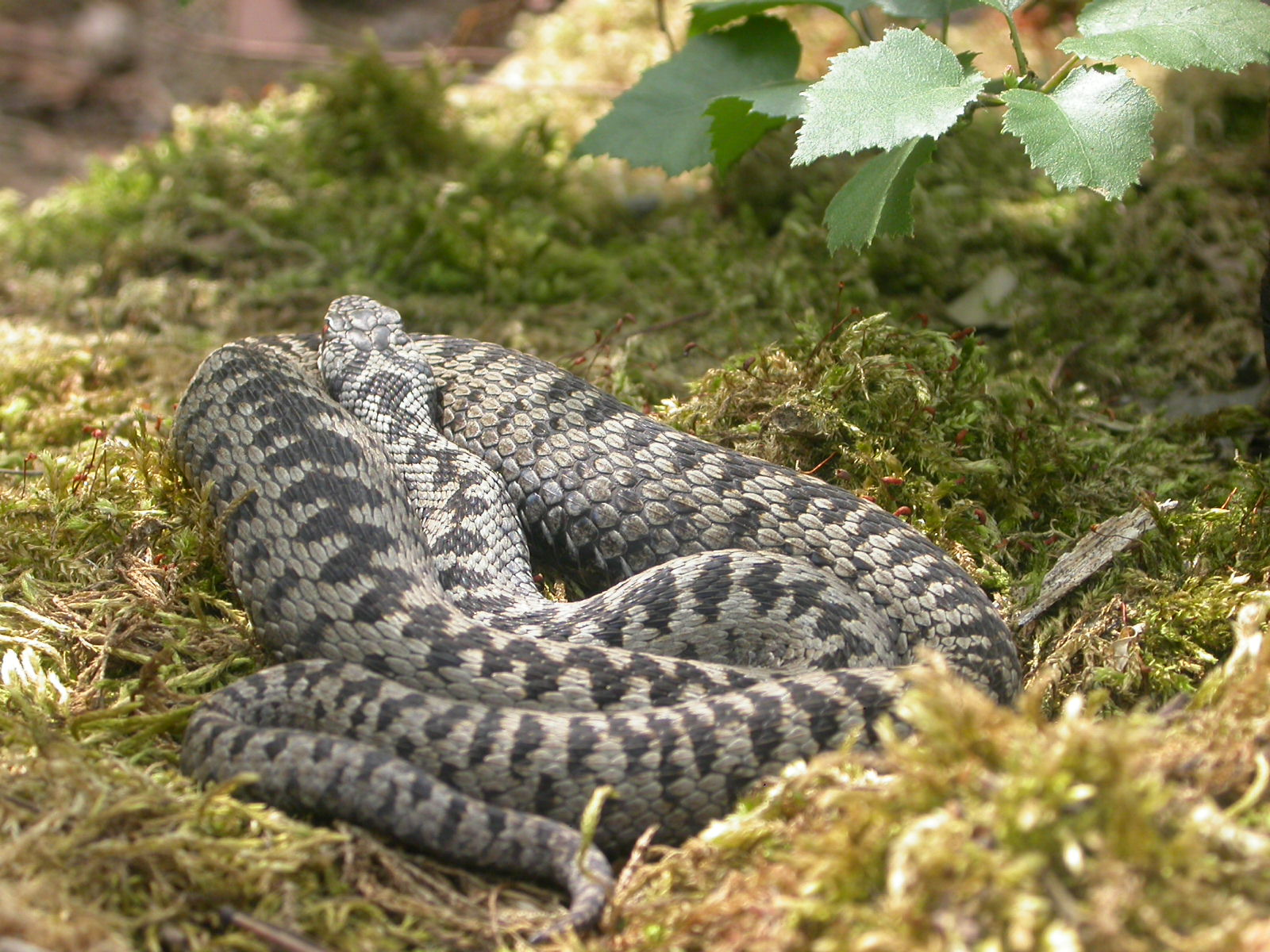
A gerincén végigfutó, jellegzetes mintázat alapján jól megkülönböztethető a többi magyarországi kígyófajtól

A keresztes vipera (Vipera berus) egy eurázsiai kígyóféle, a rákosi vipera mellett ez Magyarország két mérges kígyófajának egyike. Nevét jellegzetes mintázatáról kapta. A népnyelv régen kurta farkú kígyónak nevezte.

## Elterjedése
Keresztes viperával egész Európában és Ázsia nagy részén találkozhatunk a nedvesebb síkvidéki erdőségekben, egészen az északi szélesség 67°-.ig. Ausztriában, az Alpokban 2000 m magasságban is előfordul, az erdőhatár felett. E hatalmas területen három alfaj osztozik, melyeket egyes újabb publikációk önálló fajként írnak le:
| Alfaj                      | Leíró            | Elterjedési terület |
| -------------------------- | ---------------- | --- |
| Vipera berus berus         | (Linnaeus, 1758) | Norvégia, Svédország, Finnország, Dánia, Nagy-Britannia, Belgium, Hollandia, Franciaország, Németország, Lengyelország, Svájc, Ausztria, Észak-Olaszország, Csehország, Szlovákia, Magyarország, Románia, Oroszország nyugati és középső vidékei, Mongólia, Északnyugat-Kína |
| Vipera berus bosniensis    | Boettger, 1889   | Észak-Balkán |
| Vipera berus sachalinensis | Zarevszkij, 1917 | Oroszország távol-keleti részei, Észak-Korea, Északkelet-Kína |

## Megjelenése
A keresztes vipera viszonylag rövid, vaskos kígyófaj, testhossza átlagosan 60-90 centiméteres. Pikkelyes bőrének színezete változatos, lehet szürkés, barnás, vöröses alapú, vagy éppen melanisztikus, egyszínű fekete is (Vipera berus varietas prester). Hátán barna, cikcakkos sáv fut végig a tarkótól a farok végéig, amit az oldalakon hasonló színű foltsor kísér. A tarkón jellegzetes X vagy Y alakú mintázat látható, de ez egyes tájegységek populációjában hiányozhat is. A sáv az inkább szürke alapszínű hímek esetében sötétebb, feketésbarna, míg a barnásabb nőstényeknél inkább világos. A hasoldal szürkés, fekete foltokkal tarkított, míg a farokvég alulról minden esetben sárga vagy narancssárga színezetű, még a teljesen fekete példányok esetében is. Az ajakpajzsok gyakran fehér színűek, a fekete hímeken gyakran fekete ez is. Magyarországon először fedezte fel Bogdán Norbert.
A farok hirtelen vékonyodik, az ivarok szerint eltérő módon és formában. A hímeknél a kloákanyílás felett kétoldalt bemélyedés látható oldalról, mely segíti a nőstény rögzítését a párosodás során. A nőstények farka hirtelen vékonyodó. A nőstények feje lapos és háromszög alakú, míg a hímek feje nyújtottabb, inkább körte formájú. A hímek karcsúbbak és hosszabbak a zömök, vaskos testalkatú nőstényeknél, és több farokpajzsuk van (ezek száma a nőstényeknél 24-31, a hímeknél 32-46).

## Életmódja
A faj rejtőzködő életmódot folytat, és különösen melegben, nagyon éber is, és nagy távolságból észleli a felé közelítő embert. Veszély esetén minden esetben menekülni próbál előbb, de véletlen rálépés vagy megfogása esetén, hangos fújással kísért sziszegéssel igen hevesen védekezik, és a legvégső esetben villámgyors mozdulattal belemar a támadójába, ami nagyon gyakran először csak úgynevezett álmarás, mivel ténylegesen nem marja meg a zaklatót, csak többszöri marása után. Sok esetben az álmarás alatt mérget sem fecskendez be a megharapottba.
A téli pihenőt követően február végén-márciusban jelenik meg, eleinte keveset mozog, és sokat sütkérezik. A hímek minden esetben 2-3 héttel előbb jelennek meg mint a nőstények (az időjárás függvényében), majd először levedlenek. A párzás elmúltával pár négyzetméteres területen zajlik mindkét nem életritmusa, melyet gyakran több állat oszt meg egymással. A megfelelő élettér minden esetben vízhez kötött. Tavasszal és ősszel szinte egész nap, a nyári hónapokban csak a reggeli és a késő délutáni órákban aktív. Éjjel nem mozog. Főleg kisemlősökből álló, de olykor rovarokkal, kétéltűekkel, más hüllőkkel kiegészített étrendjét marással teszi ártalmatlanná. Az áldozat először megbénul, majd elpusztul. A vipera a megmart zsákmányát a szagnyoma alapján tájékozódva, a fej felől kezdi lenyelni egészben. Az újszülöttek elsősorban egyenesszárnyú rovarokon (szöcskék, sáskák) kezdik meg a táplálkozásukat. A sikeres zsákmányszerzést emésztési pihenés követi.
A telelésre alkalmas üregekben, faodvakban, rágcsálójáratokban akár több száz példány is összegyűlhet, és a viperák gyakran más kígyó- és gyíkfajokkal is megoszthatják vackukat.

## Szaporodása
A párzásra tavasszal, április-májusban kerül sor. A párzási idő közeledtével csavargásba kezdenek, sokszor nagy távolságokat is megtéve párzásra hajlandó nőstény keresése során. A nőstények a telelőhelyek pár kilométeres körzetében foglalnak területet. A párzás során, több hím esetleges találkozásakor heves harcokat vívnak egy-egy nőstény kegyeiért. A szagjelek alapján megtalált nőstények faroklengetve jelzik készségüket a párosodásra. Ez akár órákig is eltarthat. A keresztes vipera álelevenszülő: utódai a testében fejlődnek 75-100 napon át, ezt követően lágy, átlátszó burokban jönnek világra. A felnőttektől csak méretükben különböző, 18-19 centiméteres kicsinyek száma 6-14, számuk egyenesen arányos az anyaállat életkorával. A kicsinyek a felnőttek szagnyomai alapján találják meg a majdani teleléshez nélkülözhetetlen búvóhelyeiket.

## A méreg
A viperamarás a faj elterjedési területén meglehetősen gyakori, de ez elsősorban az emberi tevékenység kiterjesztésének következménye. Gyakran házi- és haszonállatok az áldozatok. A keresztes vipera mérgének viszonylag alacsony a toxicitása. Minton 1974-es jelentése szerint az LD50 6.45 mg/kg. A kibocsátás mennyisége is meglehetősen alacsony, ugyanezen jelentés szerint 48-62 centiméteres példányoknál 10-18 milligramm.
A kígyómarás ritkán halálos, Magyarországon utoljára 2001-ben fordult elő tragikus végkimenetelű eset. A vér alakos elemeit kicsapó méreg ettől függetlenül huzamosabb ideig tartó kellemetlenséget és részleges bénultságot okozhat, a felépülés legfeljebb egy évig tart. A keresztes vipera által megmart betegek általában a nyíregyházi Jósa András Kórház Sürgősségi Betegellátó és Toxikológiai Központjában kapják meg az ellenszérumot, és a szükséges kezelést.
A tünetek: 
- kettő folt a bőrön, melyek ritkán vérzenek (ezeken keresztül jut a méreg az áldozat testébe).
- azonnali, erős fájdalom, amely órákon belül elterjed, gyengeséget és gyulladást okozva
- percek múltán jelentkező bizsergő érzés, duzzadás
- ritkán vérhólyagok
- sebek, melyek 24 órán belül az egész megduzzadó végtagot beboríthatják
- rendkívül ritkán nekrózis.

Anafilaxia esetén drámai tünetek jelentkezhetnek, akár öt perccel a marás után, vagy órákkal utána. Ezek közé tartozik a hányinger, a hányás, inkontinencia, kólika, hasmenés, izzadság, láz, tudatvesztés, sokk, angiödéma az arcon, az ajkakon, nyelven és torokban, tachycardia, vazokonsztrikció. Kezelés nélkül e tünetek akár 48 órán át tarthatnak. Ma legalább nyolcféle ellenméreg ismert keresztes viperamarás esetére.

## Védettsége
A faj egyedszáma az alapvetően rejtett életvitele miatt kevéssé ismert. Természetes ellenségei közé a sünök és vaddisznók tartoznak, de a fiatal viperákat szinte minden fogyasztja (nagyobb madarak, vakond, ragadozó futrinkák stb.). Emberi részről elsősorban élőhelyeinek drasztikus megváltoztatása, átalakítása fenyegeti, illetve gyakran pusztítják el félelemből is az észrevett állatot. Magyarországi állománya összefüggéstelen foltokból áll: a Zempléni-hegységben, és a Tisza felső folyásánál a faj törzsalakja (Vipera berus berus), illetve Zala és Somogy vármegyében (Baláta-tó) – a jelenkori kutatások ismeretében – két alfaja, a (V. b. berus) és a (V. b. bosniensis), valamint egy színváltozata, a fekete keresztes vipera (V. b. var. prester) fordul elő. A szigetszerűen előforduló populációk veszélyeztetettek, így – mint minden hazai kétéltű- és hüllőfaj – védett. Természetvédelmi értéke 250 000 forint.